# Steve Turre
Steve Turre (født 12. september 1948 i Omaha, Nebraska, USA) er en amerikansk trombonist, arrangør og lærer.
Turre der er havl amerikaner og mexicaner, er nok mest kendt fra sit samarbejde med Dizzy Gillespie i dennes små og større ensembler.
Han har spillet med Rahsaan Roland Kirk,Carlos Santana,Ray Charles og Dizzy Gillespie, og lavet en del plader i eget navn.
Turre spiller også på forskellige størrelser af konkylier, som han mestrer til perfektion.

## Udvalgt diskografi

### i eget navn
- Viewpoints and Vibrations
- Fire And Ice
- Sanctified Shells
- Rythm Within
- Steve Turre
- In The Spur Of The Moment

### som sideman
- Live at the Royal Festival Hall – Dizzy Gillespie